# Ernst Dospel
Ernst Dospel est un footballeur autrichien, né le 8 octobre 1976 à Absdorf. Il évolue au poste de milieu de terrain.

## Carrière
- 1995-2006 : Austria Vienne
- 2006 : SK Sturm Graz
- 2007 : SV Pasching
- 2007-2008 : SV Ried
- 2008- : Admira Wacker

## Sélections
- 19 sélections (0 but) avec l'Autriche de 2000 à 2005.